# Rochau
Rochau település Németországban, azon belül Szász-Anhalt tartományban. Lakosainak száma 1000 fő (2023. december 31.).

## Népesség
A település népességének változása:
| Lakosok száma | 1027 | 1015 | 988  | 989  | 1000 |
|               | 2017 | 2019 | 2021 | 2022 | 2023 |